# African Airlines Association
La African Airlines Association (Francese: Association Aérienne Africaine), anche conosciuta con il suo acronimo AFRAA, è un'associazione tra compagnie aeree africane delle nazioni facenti parti dell'Unione Africana. Fondata ad Accra, in Ghana nel 1968, oggi ha sede a Nairobi, in Kenya. L'obiettivo principale di AFRAA è di stabilire e facilitare la collaborazione tra le compagnie aeree africane.
La formazione dell'African Airlines Association è stato il risultato storico dello sviluppo economico e sociale africano. All'inizio degli anni Sessanta, un grande numero di stati africani hanno avuto l'indipendenza politica e hanno creato la loro compagnia di bandiera. La maggior parte di queste compagnie aeree sono anche diventate membri dell'IATA.

## Persone di rilievo
Il management di AFRAA include Dr. Elijah Chingosho (segretario generale), Dr. Koussai Mrabet (direttore commerciale e industriale) e Mrs. Juliet Indetie (vice-segretario amministrativo e finanziario).

## Paesi membri
Questa è la lista di paesi membri dell'AFRAA aggiornata a settembre 2019:
| Compagnia aerea                 | Paese                         | Anno adesione AFRAA    |
| ------------------------------- | ----------------------------- | ---------------------- |
| AB Aviation                     | Comore (bandiera)             | 2010                   |
| Afriqiyah Airways               | Libia (bandiera)              | 2002                   |
| Air Algérie                     | Algeria (bandiera)            | 1968                   |
| Air Botswana                    | Botswana (bandiera)           | 1991                   |
| Air Burkina                     | Burkina Faso (bandiera)       | 2002                   |
| Air Djibouti                    | Gibuti (bandiera)             | 2019                   |
| Air Madagascar                  | Madagascar (bandiera)         | 1975                   |
| Air Mauritius                   | Mauritius (bandiera)          | 1985                   |
| Air Namibia                     | Namibia (bandiera)            | 2000 (chiusa nel 2021) |
| Air Senegal                     | Senegal (bandiera)            | 2019                   |
| Air Tanzania                    | Tanzania (bandiera)           | 1977                   |
| Air Zimbabwe                    | Zimbabwe (bandiera)           | 1981                   |
| Allied Air                      | Nigeria (bandiera)            | 2018                   |
| ASKY Airlines                   | Togo (bandiera)               | 2010                   |
| Astral Aviation                 | Kenya (bandiera)              | 2011                   |
| Badr Airlines                   | Sudan (bandiera)              | 2016                   |
| Camair-Co                       | Camerun (bandiera)            | 2012                   |
| CEIBA Intercontinental Airlines | Guinea Equatoriale (bandiera) | 2011                   |
| Congo Airways                   | Rep. del Congo (bandiera)     | 2016                   |
| Cronos Airlines                 | Guinea Equatoriale (bandiera) | 2015                   |
| EgyptAir (SA)                   | Egitto (bandiera)             | 1968                   |
| Ethiopian Airlines (SA)         | Etiopia (bandiera)            | 1968                   |
| Express Air Cargo               | Tunisia (bandiera)            | 2016                   |
| Jubba Airways                   | Somalia (bandiera)            | 2017                   |
| Kenya Airways (ST)              | Kenya (bandiera)              | 1977                   |
| LAM Mozambique Airlines         | Mozambico (bandiera)          | 1976                   |
| Libyan Airlines                 | Libia (bandiera)              | 1968                   |
| Mauritania Airlines             | Mauritania (bandiera)         | 2015                   |
| Nile Air                        | Egitto (bandiera)             | 2016                   |
| Nouvelair Tunisie               | Tunisia (bandiera)            | 2017                   |
| Precision Air                   | Tanzania (bandiera)           | 2006                   |
| Royal Air Maroc                 | Marocco (bandiera)            | 1977                   |
| RwandAir                        | Ruanda (bandiera)             | 2009                   |
| Safarilink Aviation             | Kenya (bandiera)              | 2019                   |
| Safe Air Company                | Kenya (bandiera)              | 2016                   |
| South African Airways (SA)      | Sudafrica (bandiera)          | 1994                   |
| South African Express           | Sudafrica (bandiera)          | 2003                   |
| Sudan Airways                   | Sudan (bandiera)              | 1968                   |
| TAAG Angola Airlines            | Angola (bandiera)             | 1978                   |
| Cabo Verde Airlines             | Capo Verde (bandiera)         | 2014                   |
| Tassili Airlines                | Algeria (bandiera)            | 2014                   |
| Tunisair                        | Tunisia (bandiera)            | 1968                   |
| Uganda Airlines                 | Uganda (bandiera)             | 2019                   |